# Scea angustimargo
Scea angustimargo är en fjärilsart som beskrevs av W. Warren 1905. Scea angustimargo ingår i släktet Scea och familjen tandspinnare. Inga underarter finns listade.

## Bildgalleri

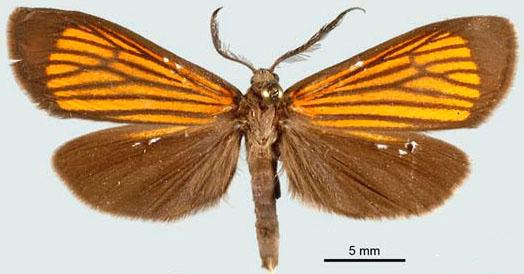